# Ashley Nick
Ashley Lynn Nick (Monrovia, 27 ottobre 1987) è una calciatrice statunitense, centrocampista del LA 10.

## Carriera
Dopo aver frequentato il college presso la University of Southern California, dove ha giocato nelle file del USC Trojans, si è trasferita in Europa per giocare nel Twente, con cui ha vinto l'Eredivisie 2010-2011. Nel 2012, ha militato nella Toppserien norvegese, giocando per l'Arna-Bjørnar, per poi tornare negli Stati Uniti nel 2013, unendosi prima al Pali Blues e, successivamente, allo Sky Blue. Il 12 dicembre 2014 è stata ceduta alla neonata Houston Dash per un draft nel secondo e nel quarto round del NWSL College Draft 2015. L'11 maggio 2015 è stata ceduta alla Western NY Flash per il difensore Toni Pressley.
Durante l'off-season americana 2015-2016 Nick ha segnato cinque gol in sei partite nel campionato cipriota con l'Apollōn Lemesou. Ha quindi firmato nuovamente con lo Sky Blue nel marzo 2016, per poi lasciare la squadra il 9 giugno dello stesso anno.
Il 27 settembre 2018 viene ufficializzato il suo accordo con la Juventus, con cui debutta il 29 settembre, nella vittoria per 3-0 in casa della Florentia S.G..
Dopo una sola stagione, nell'estate 2019 lascia le bianconere insieme alla compagna Lianne Sanderson. Rimasta svincolata, si accasa, assieme alla succitata compagna, alla squadra maschile del LA 10 di proprietà dell'ex juventino Del Piero, debuttando con la stessa nel gennaio 2020 e diventando la prima calciatrice a giocare in un campionato maschile.

## Palmarès

### Club
- Campionato olandese: 1

Twente: 2010-2011
- Campionato italiano: 1

Juventus: 2018-2019
- Coppa Italia: 1

Juventus: 2018-2019

## Vita privata
Nick è dichiaratamente lesbica. Dal 2014 è fidanzata con la calciatrice Lianne Sanderson.